# Cap de frare (cabota)

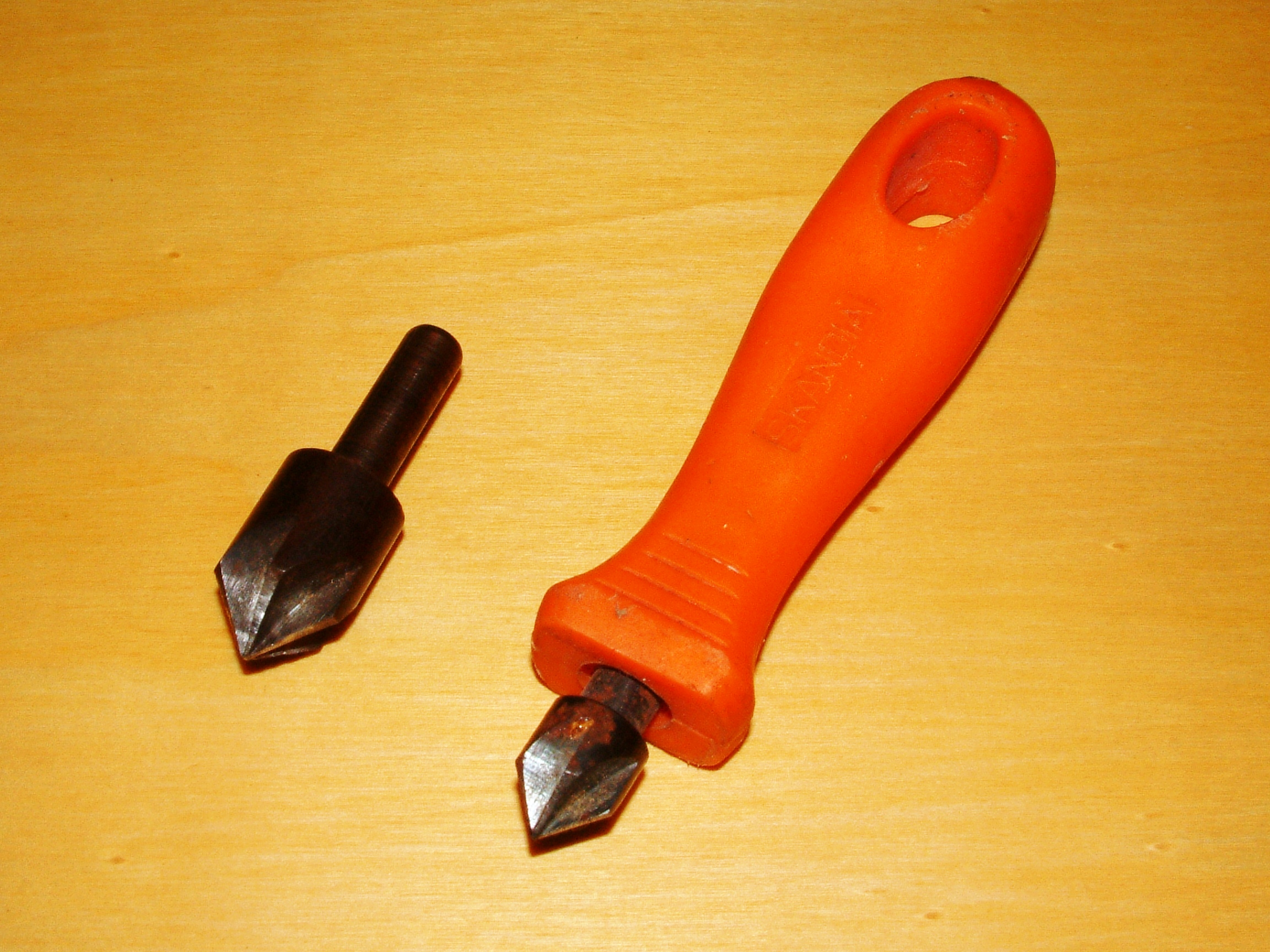
Una broca de cap de frare i un cap de frare amb mànec

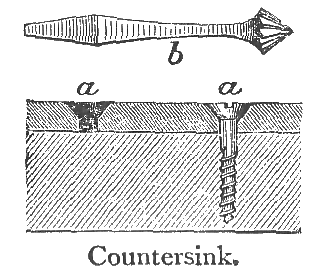
Imatge d'una broca de cap de frare del i d'un vis embotit

Un cap de frare, aixamfranador o broca d'aixamfranar és una eina amb un cap tallant de forma cònica que serveix per aixamfranar forats cilíndrics en fusta, metall o d'altres materials. Sol estar dissenyat per utilitzar amb un trepant (en aquest cas, sovint s'anomena «broca de cap de frare»), però també n'hi ha amb mànec per aixamfranar forats a mà. També existeixen broques cilíndriques que incorporen un cap de frare per tal de fer el forat i l'aixamfranat a la vegada.
Un dels usos més comuns del cap de frare és d'embotir la cabota d'un vis o un cargol. És a dir, per eixamplar la part de dalt del forat on ha d'anar el vis o cargol per tal que hi càpigui la cabota i no sobresurti un cop col·locat. També s'empra per treure la rebava que sovint deixen les broques en foradar el metall.
Segurament, el nom prové de la semblança de l'eina amb alguns barrets portats per membres del clergat, com la birreta.